# Place Saint-Germain
Ne doit pas être confondu avec Place Saint-Germain-des-Prés.
La place Saint-Germain est une place du centre-ville de Rennes en Bretagne.

## Situation et accès
De forme approximativement rectangulaire, elle est délimitée au nord par l'église Saint-Germain dont elle tire son nom et au sud par le quai Chateaubriand longeant la Vilaine. 
Elle est desservie par la station de métro Saint-Germain.

## Histoire
L'occupation du terrain daterait du XIe siècle, organisée autour d'un méandre de la Vilaine, avec les traces d'un pont en bois permettant de franchir la Vilaine relevées lors de fouilles archéologiques.
Entre les XIIIe et XVe siècles, le quartier devient celui des tanneries. La porte Saint-Germain de la seconde ceinture de fortifications, démantelée en 1650, se trouvait à l’emplacement de la place. Au XVIIe siècle, la place ne formait qu'une rue dans sa partie sud, sa partie nord formait le « plaçis Saint-Germain » et a été occupée par un cimetière. 

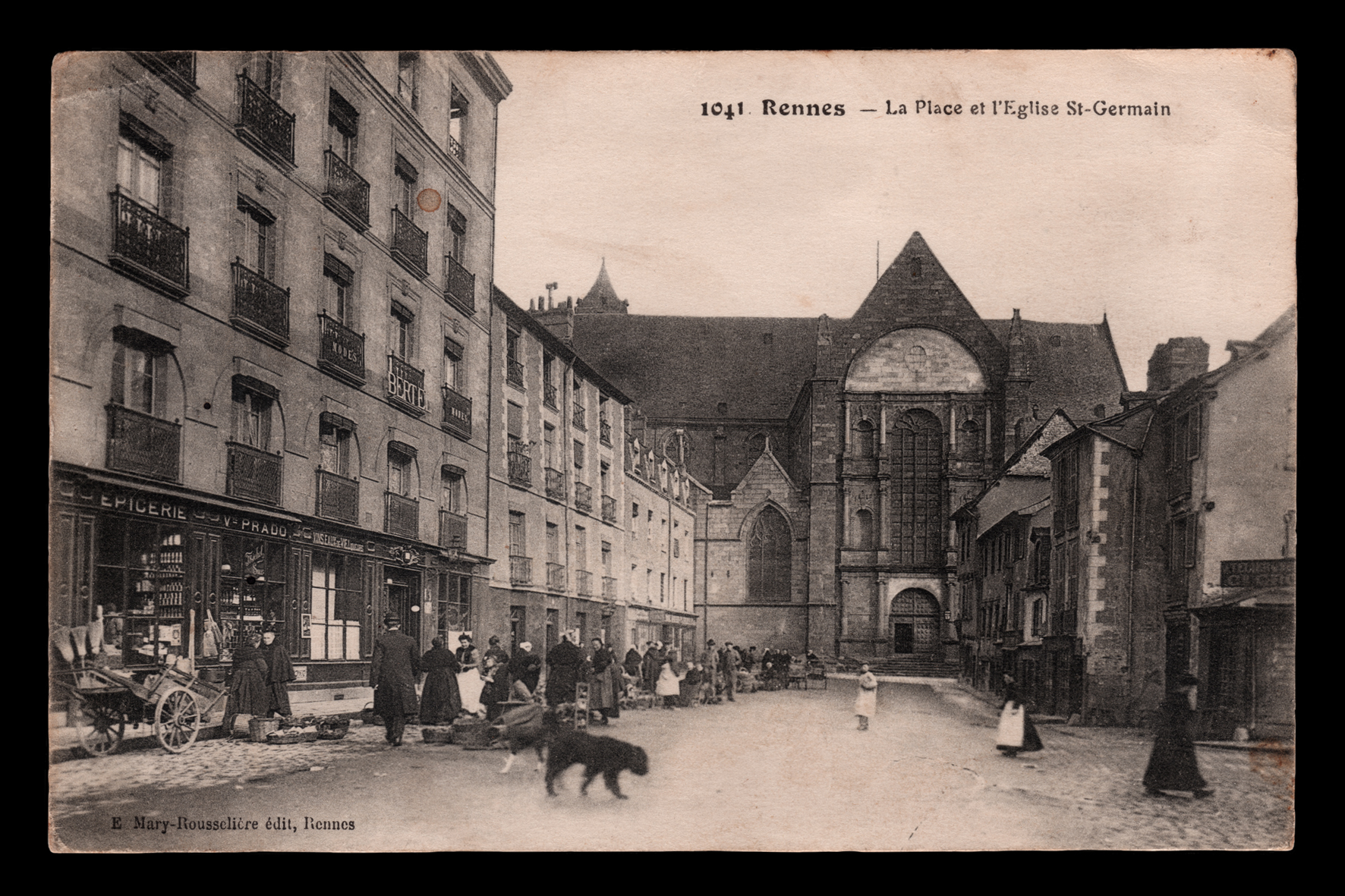
Vue de la place avant le bombardement du 9 juin 1944. Les maisons à droite ne seront pas reconstruites.

Le 9 juin 1944, Rennes est bombardée : le pâté de maisons situé à l'est de la place est détruit et n'est pas reconstruit au profit de l'agrandissement de l'espace public qui prend sa forme actuelle. 
Les fouilles archéologiques menées préalablement à la création de la ligne B du métro ont permis de mieux connaître le passé médiéval de Rennes, ainsi que ce bombardement. 
Lors de ces fouilles, le 23 octobre 2014, une bombe larguée le 9 juin 1944 est découverte ; son désamorçage a lieu le 23 novembre 2014, une opération qui nécessite l'évacuation de 3 000 personnes et la mise en place d'un périmètre de sécurité dans le centre-ville de Rennes.

## Bâtiments remarquables et lieux de mémoire
- Église Saint-Germain de Rennes
- Station de métro Saint-Germain